# František Heřmanský
František Heřmanský, též Franz Herzmansky (5. září 1806 Čeladná – 17. února 1885), byl rakouský politik z Moravy; poslanec Moravského zemského sněmu.

## Biografie
Jeho otcem byl Josef Heřmanský, dědičný rychtář v Čeladné. Matkou byla Marianna Heřmanská, rozená Schmalzová. Pocházel z tradičního významného regionálního rodu.
Zapojil se i do vysoké politiky. Během revolučního roku 1848 byl v zemských volbách roku 1848 zvolen na Moravský zemský sněm, kde zastupoval kurii venkovských obcí, obvod Ostravice. Od 7. června 1848 zasedal ve sněmovní komisi pro zrušení roboty. 12. října 1848 vystoupil na sněmu proti návrhu, aby poslanci cestovali do svého volebního okrsku na vlastní náklady.
Do politiky se vrátil po obnovení ústavního systému vlády. V zemských volbách 1861 se opět stal poslancem Moravského zemského sněmu, za kurii venkovských obcí, obvod Místek, Moravská Ostrava, Frenštát. V roce 1861 je uváděn jako představený v Čeladné. Na sněmu podpořil návrh na brzkou regulaci propinačních práv a povinností. Rezignoval v prosinci 1865. Ohledně jeho politické příslušnosti nejsou spolehlivé informace.